# キャデラック・CT6
CT6は、GMが製造し、キャデラックブランドで販売している乗用車（セダン）である。

## 初代 (2016年 - 2023年)
2015年にニューヨーク国際自動車ショーで発表され、「フリートウッド」以来約20年ぶりに大型FRセダンとして2016年3月にアメリカ市場で発売を開始した。キャデラックの新戦略による一環として新しいネーミング方法を採用した最初のモデルである。
当初CT6はXTSの後継車種として市場に投入されたわけではなかったが、その後XTSが廃止され実質的な後継車種となった。また、キャデラックはCT6がCT8という更に大型なセダンが登場するまでのフラッグシップモデルとして考えていたが、CT8が販売されなかったためCT6は継続してフラッグシップの座につくこととなった。
アメリカ市場に向けたCT6はデトロイトの工場で製造される。
CT6は、スタンダード、ラグジュアリー、プレミアムラグジュアリー、プラチナの4つのグレードが用意される。2019年モデルでは、スタンダードがラグジュアリーに改名され、CT6-Vとともにスポーツトリムが追加された。初年度には9つのエクステリアカラーと9種類のインテリアパッケージが用意された。
2016年3月11日、最初のCT6が2015年のオークションで落札した人の元へ届けられた。オークションでは20万ドルで落札され、CT6はプラチナグレード、ステラブラックメタリックで塗装された。
CT6には第2世代のCUEシステム、4G LTE接続、Boseオーディオシステムが搭載されている。ベースモデルには、8スピーカーのBoseシステムが搭載されており、「ラグジュアリー」および「プレミアムラグジュアリー」にはBose Centerpoint 10スピーカー、「プラチナ」には34スピーカーのBose Panarayオーディオシステムが搭載されている。2004年にドゥビルで廃止されたエンハンスドナイトビジョンが再び搭載された。他にもアダプティブクルーズコントロール、および事故回避技術と組み合わせた磁気ライドコントロールが含まれる。また、デジタルルームミラーを採用し、Cピラーや後部座席の乗客や荷物に関わらず後方の視界を確保した。フロントシートは14箇所のポジションで固定でき、オプションで16または20箇所で固定できるほか、前後シートにシートヒーター、シートエアコン、マッサージ機能が装備されている。また、別のオプションパッケージには、前席の背もたれに、格納式の10インチLCDスクリーンが装備される。これらのモニターはポータブルデバイスからBlu-rayコンテンツを再生できる。運転支援システムであるSuperCruiseは、2018年初頭にCT6専用としてリリースされた。
2018年11月、米国での生産を終了すると発表されたが、上海近郊のSAIC-GM合弁会社によって中国での製造販売は継続されることとなった。
2019年にフェイスリフトが行われ、前後のデザインが変更された。
CT6は2020年2月に米国での製造が中止された。これは販売の低迷とデトロイトの工場に新しいハマー・EVをはじめとした電気自動車の生産施設を用意するためである。
2020年3月、キャデラックはセレスティックがCT6からフラッグシップを引き継ぐと発表した。

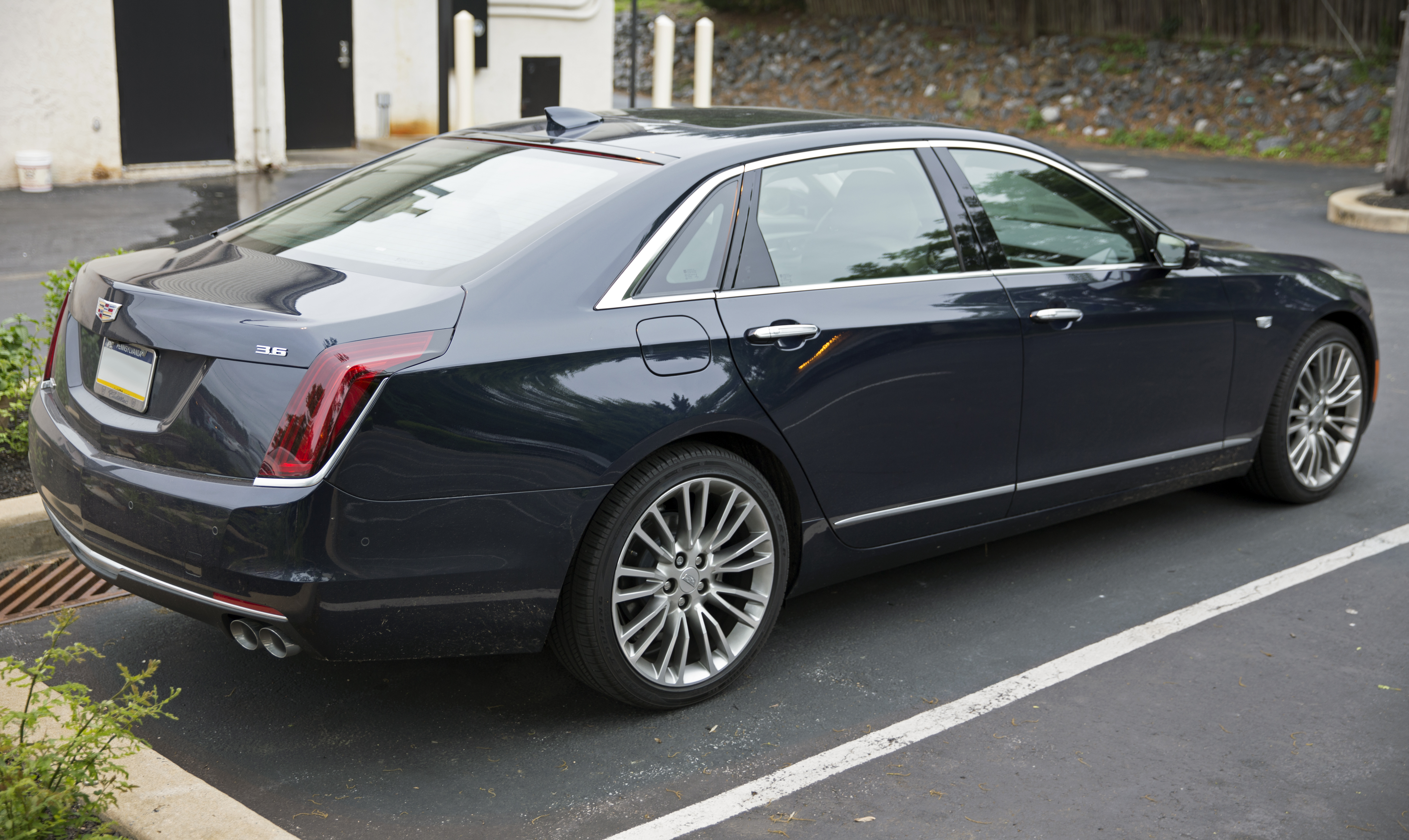
前期型（リア）
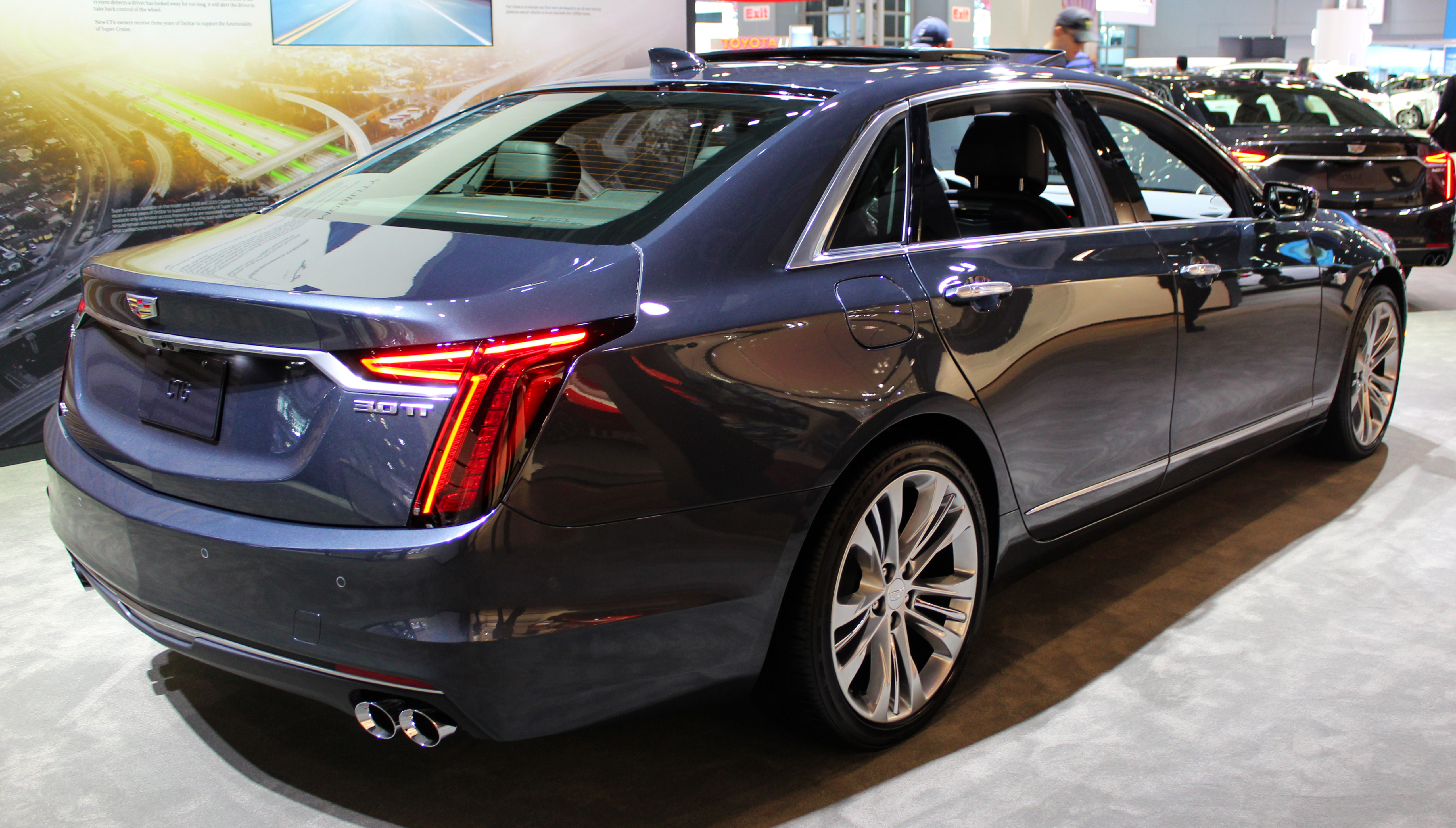
後期型（リア）
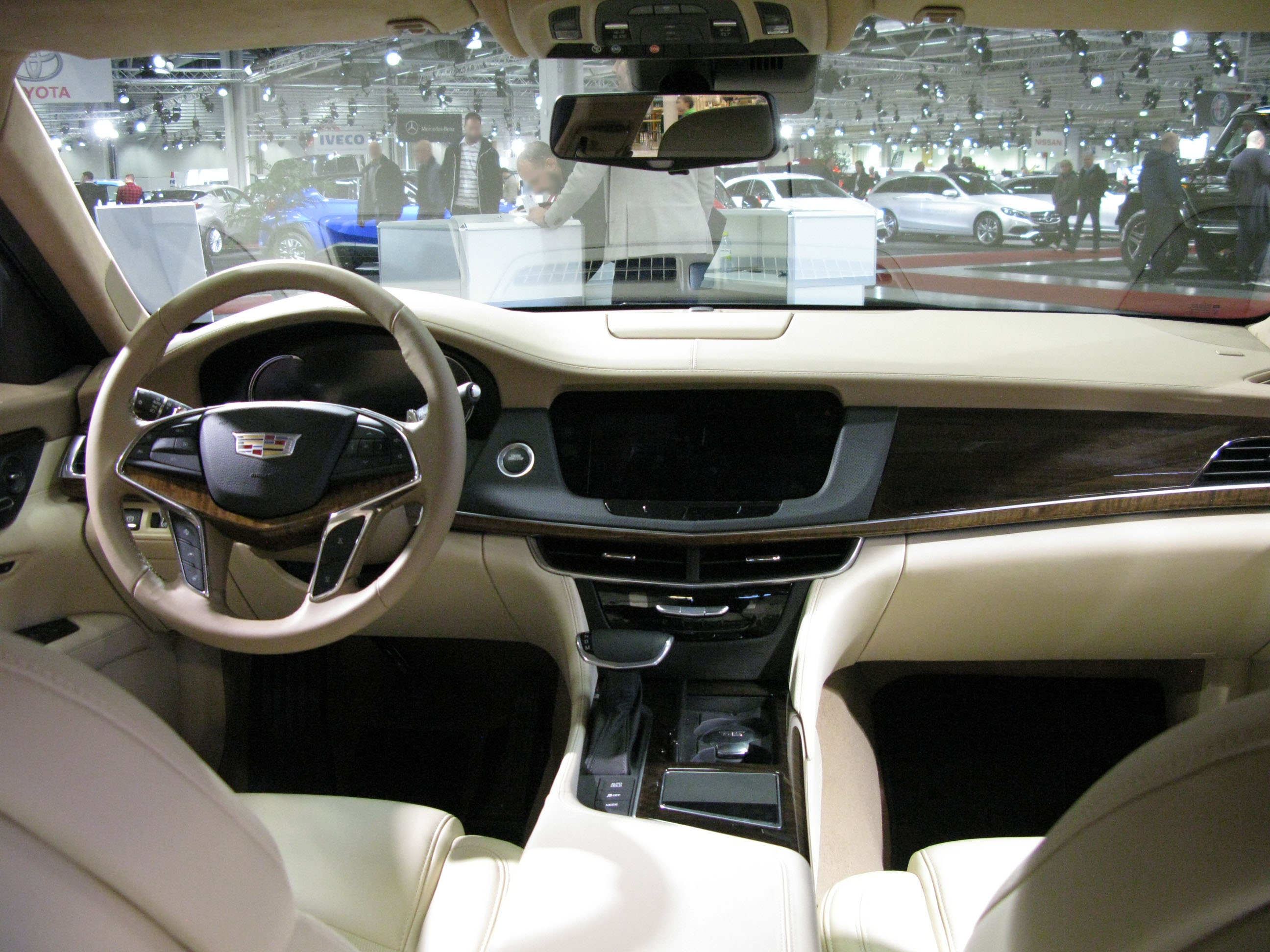
インテリア

### 日本での販売
日本市場には2016年10月に投入され、グレードは「プラチナム」のみであった。価格は998万円。
2019年5月28日、大幅に改良された2019年モデルが投入された。内外装のデザインが刷新されたほか、新たに10段ATが採用された。また、ボディーのアルミニウム使用量が62％まで高められ、100kgの軽量化が実現された。価格は1026万円。
2021年1月、CT5が日本市場に投入され、同時に本車種の国内販売は在庫限りで終了することがゼネラルモーターズ・ジャパンから発表されている。

### CT6 PHEV
CT6 PHEVは2015年の上海オートショーで発表された。PHEVはボルト（2代目）から派生したGMボルテックパワートレインを搭載している。エンジンは、最高出力266hp（198kW; 270PS）を発揮する2.0Lターボチャージャー付き4気筒直射ガソリンエンジン、変速機はデュアル電気モーターを組み合わせた電動連続可変トランスミッションを搭載。合計出力は250kW（335hp; 340PS）、最大トルクは432lb⋅ft（586N⋅m）。また、後部座席の後ろのスペースに水冷18.4kWhリチウムイオンバッテリーパックを搭載しており、トランクの貨物量が430〜300Lへと減少している。
CT6 PHEVは、中国で最終組立を行う米国市場初のキャデラック製品となる。モーターの1つ（M/G B）はボルチモアで組み立てられ、バッテリーパックはミシガン州ブラウンズタウンで、ミシガン州ホランドのLG Chemが製造したセルを使用して組み立てられる。パワートレインは米国から中国の金橋に出荷され、最終組み立てはSAIC-GMによって行われる。
PHEVは2016年12月に中国市場で発売された。価格はCN¥558,800（約80,408米ドル）からに設定された。
2017年3月には米国でも販売され、アップグレードされた12インチディスプレイ、ヘッドアップディスプレイ、デジタルルームミラー、ムーンルーフなど、プレミアムラグジュアリーグレードと同様の装備を備えている。オプションの設定は比較的少なかった。2017年、CT6 PHEVに5つのボディカラーが追加された。そのうちの1つは「ディープアメジストメタリック」で、PHEV専用である。もう1つはボディカラーの選択に応じて最大3つのインテリアカラーを選択できるというものである。2018年にはボディカラーにココアブロンズメタリックが追加された。
CT6 PHEVのEPA燃費定格は、フルパワーで運転している間は62MPGe（100マイルあたり54kWh）、ハイブリッドモードでは25MPGと公表されている。EPA認定の電気航続距離は50km（31マイル）、ガソリンエンジンとモーターの合計走行距離は710km（440マイル）以上である。キャデラックによると、充電時間は16Aで240 VACを使用すると4.5時間、標準的な家庭用コンセント（8Aで120VAC）を仕様すると20時間かかると発表されている。

### CT6-V

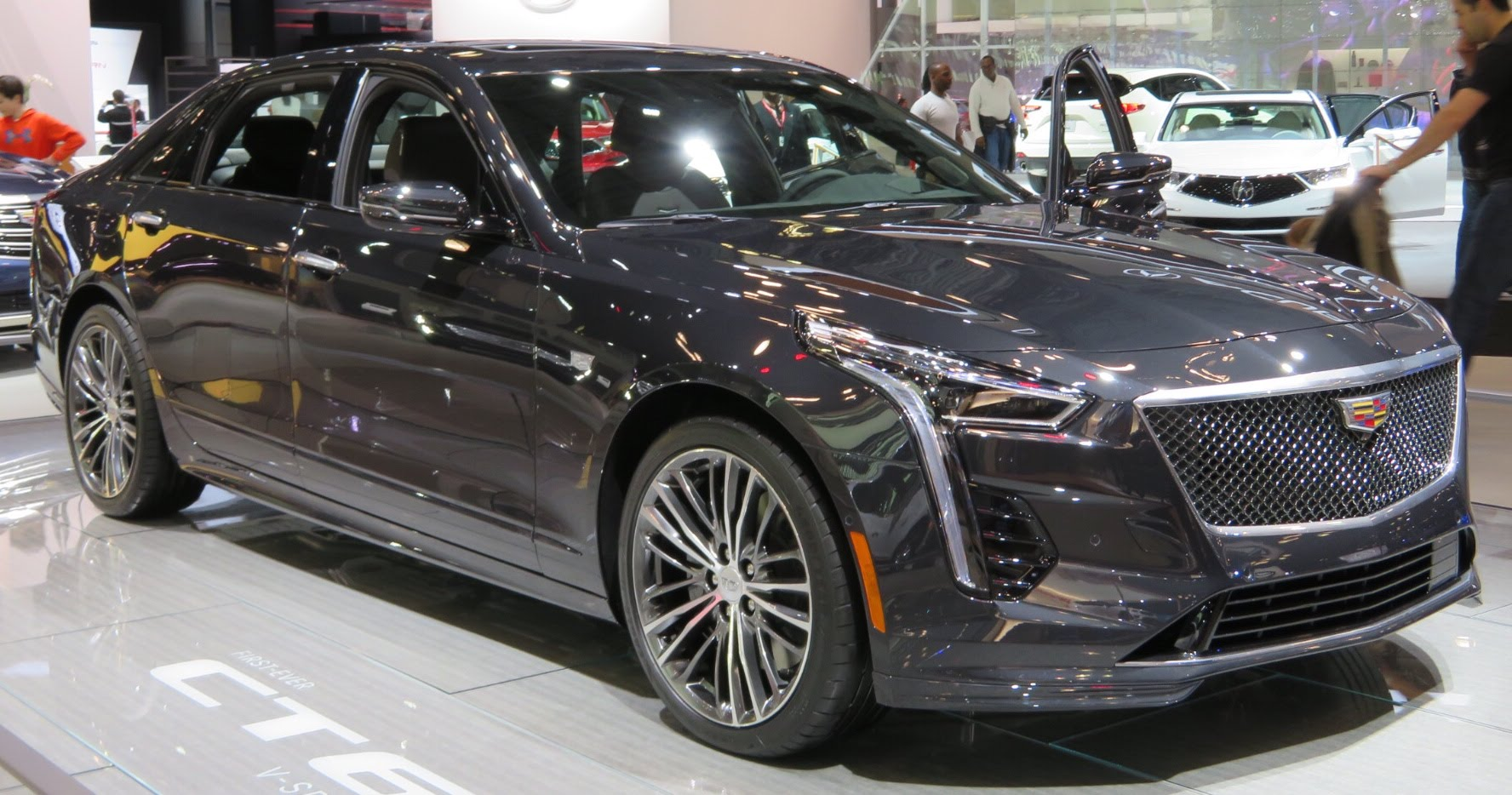
Cadillac CT6-V front

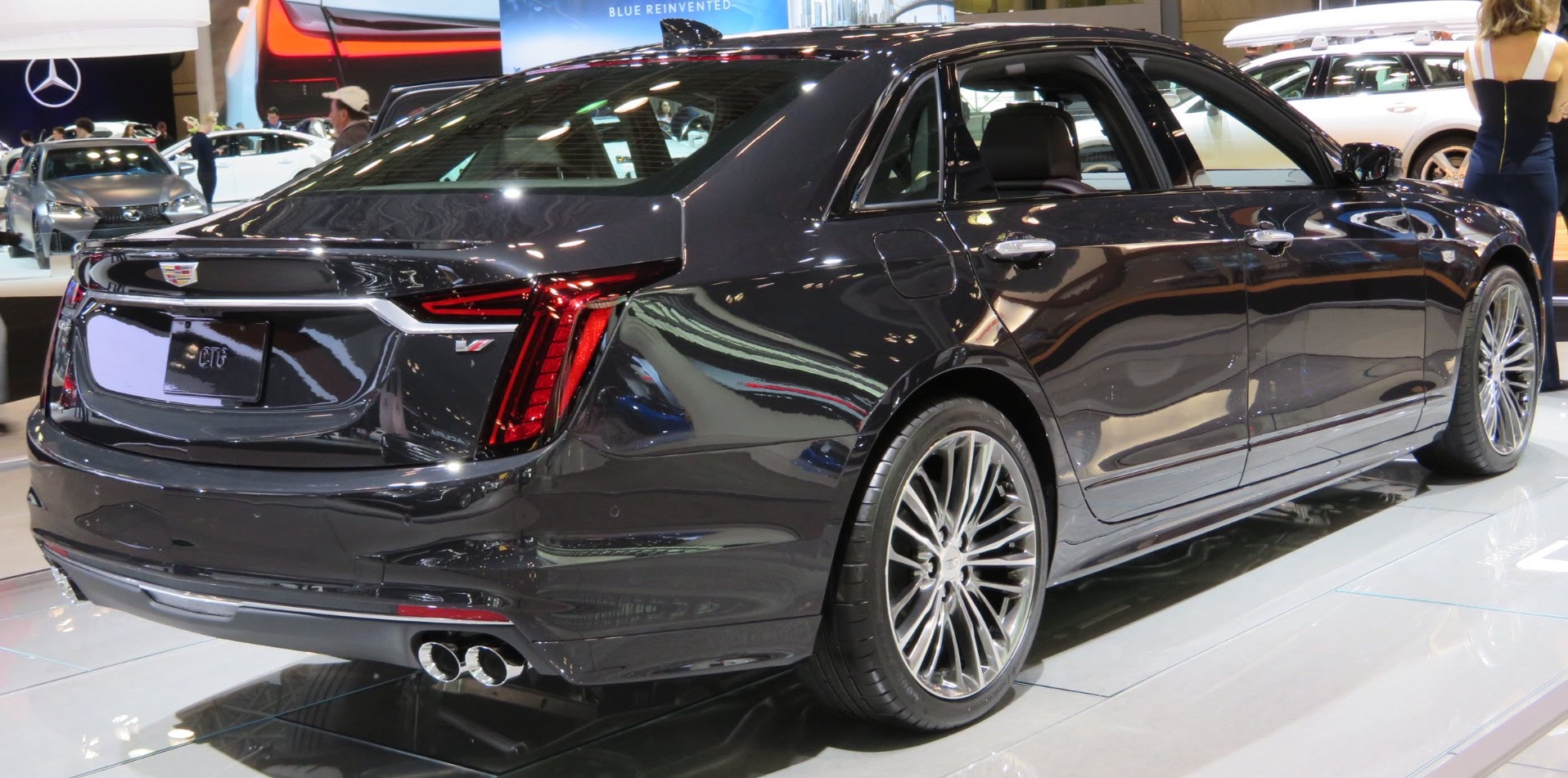
Cadillac CT6-V rear

CT6-Vは2018年のニューヨークオートショーで発表された。パワートレインはベースのCT6から改良された最高出力550hp（410kW; 558PS）/5,700rpm、最大トルク640lb⋅ft（868N⋅m）/3,200-4,000rpmの新開発DOHCツインターボV型8気筒エンジンを搭載する。ボア86.0 mm（3.39 in）、ストローク90.2 mm（3.55 in）、圧縮比は9.8:1。高性能化されたエンジンの応力対策と内部摩擦の低減のために鍛造鋼のコネティングロッドとピストンに特殊なコーティングが施されている。また、効率化のためにキャデラックはシリンダー2、3、5、8で非活性化を採用している。エンジンがオフになるとインテークカムが途中で停止し排気/吸気バルブの重なりを防ぐことで、始動が容易になり最初のアイドリングがスムーズになる。燃料は5,000psi（34,000kPa）以上の圧力でシリンダーに直接注入される。鋳造ステンレス鋼のエキゾーストマニホールドは、三菱重工業製のツインスクロールターボチャージャーのシリンダーバンク間にホットV構成で取り付けられている。チタンアルミ製タービンホイールは最大190,000rpmで回転し、20psi（140kPa）のピークブーストを生成する。インタークーラーは各シリンダーヘッドのすぐ上に取り付けられており、インテークに到達する前に空気の温度を約54°C（130°F）低下させる。
エンジンはコルベットも組み立てられているケンタッキー州のボウリンググリーン工場で、手作業で組み立てられ、エンジン1つ1つに組み立てた人の名前が記される。エンジンは10速ATと組み合わされており、パフォーマンスアルゴリズムシフトプログラミングを使用して理想的なシフトパターンを実現している。CT6-Vには最適化されたトランスファーケース、リアステアリング、機械式リミテッド・スリップ・ディファレンシャル（LSD）を備えたAWDシステムも搭載しており、AWDシステムはドライブモードに応じて調整される。前後のエクステリアデザインが改良され、フロントは新しいフード、ヘッドライト、グリルを備え、リアは新しいデッキリッドとテールランプを備えている。シャーシには特定のスタビライザー、スプリング、磁気ダンパーが取り付けられている。

## 2代目（2023年 -）
2代目のCT6は2022年11月にリークされた。2代目のCT6は2023年5月28日に発表され、2023年第2四半期末に中国で発売された。
2代目はギアボックス、サイズ、デザイン、プラットフォームな先代の複数のコンパートメントを引き継いでいる。

## 車名
「CT6」は、「Cadillac Touring 6」の略である。